# Zatracheidae
Die Zatracheidae, alternativ auch Zatrachydidae, sind eine Familie der Temnospondyli, deren Fossilien im Oberkarbon und Unterperm der USA und dem Unterperm von Europa gefunden wurden.

## Merkmale

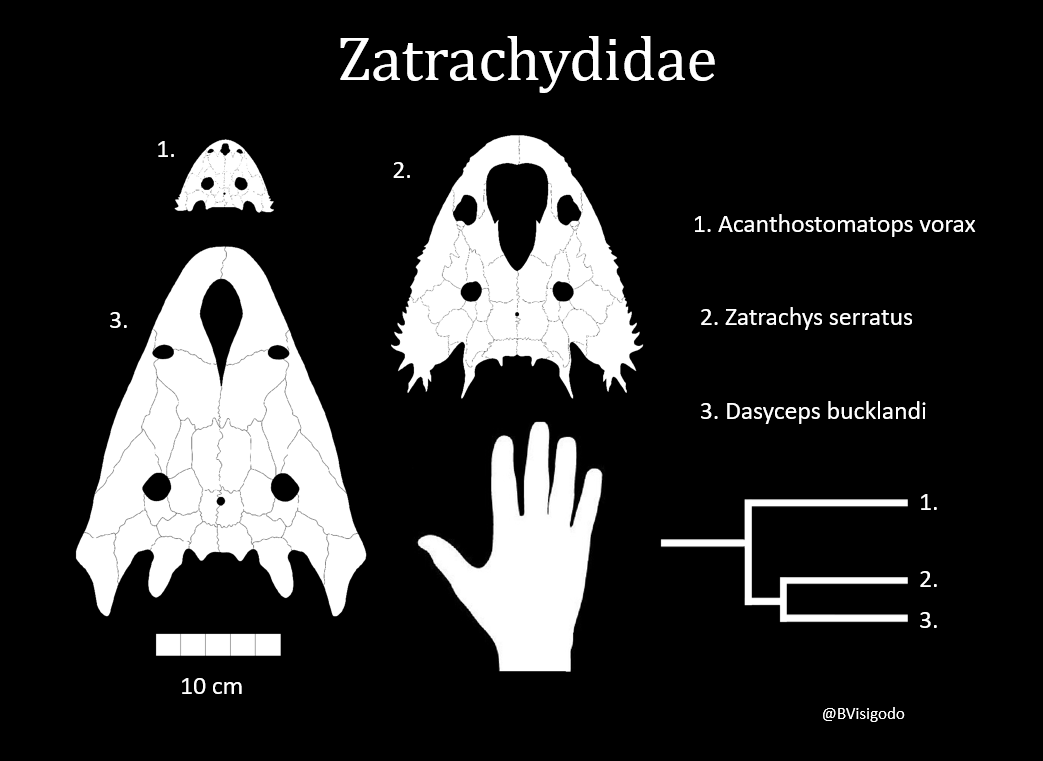
Schädelschemata einiger Vertreter der Zatracheidae

Die Zatrachydidae sind eine Gruppe kleiner bis mittelgroßer Vertreter der Temnospondyli. Kleine Formen, wie etwa Chemnitzion richteri, erreichten eine Gesamtkörperlänge von etwa 26 cm, während bei mittelgroßen Arten, wie Dasyceps bucklandi, diese Maße bereits durch eine Schädellänge von knapp 30 cm übertroffen wurden.
Vertreter der Zatrachydidae zeichnen sich aus durch einen relativ großen Schädel mit einer stark verlängerten, U-förmigen Schnauze aus. Rumpf und Schwanz sind im Vergleich zum Schädel relativ kurz, was den Tieren wohl ein reichlich stämmiges, kompaktes Aussehen verlieh. Osteologische Merkmale, die auf ein Seitenlinienorgan hinweisen, sind nicht vorhanden.

### Autapomorphien
Zwischen Praemaxillae und Nasale befindet sich ein Knochenfenster, das sich posterior bis zwischen die externen Nasenöffnungen erstreckt und eine entsprechenden Öffnung im Bereich der Pflugscharbeine besitzt. Die Ossa quadratojugalia sind lateral erweitert und tragen stachelartige Fortsätze, die sich bei der Gattung Dasyceps vermutlich zu einem Knochenflansch vereinigt haben.

## Gattungen und Verbreitung
(Nach Werneburg et al., 2022)
- Acanthostomatops Kuhn, 1961 (Unterperm; Deutschland)
- Chemnitzion Werneburg, Witzmann, Schneider & Rößler, 2022 (Unterperm; Deutschland)
- Dasyceps Huxley, 1859 (Unterperm; Texas, Großbritannien und möglicherweise auch Tschechien)
- Stegops Moodie, 1909 (Oberkarbon; Ohio: Diese Gattung repräsentiert möglicherweise basale Vertreter der Dissorophoidea und keine Zatracheidae.)
- Zatrachys Cope, 1878 (Oberkarbon bis Unterperm; Texas, West Virginia)

## Äußere Systematik
Die systematische Stellung der Zatracheidae innerhalb der Temnospondyli, stark vereinfacht nach Werneburg et al., 2022.
|                         | Dvinosauria                                                     |
|                         |                                                                 |
|                         | \| \| Zatracheidae \| \| \| \| \| \| Dissorophoidea \| \| \| \| |
|                         |                                                                 |
|                         | Eryopiformes                                                    |
| Vorlage:Klade/Wartung/3 |                                                                 |
|                         | Zatracheidae                                                    |
|                         |                                                                 |
|                         | Dissorophoidea                                                  |
|                         |                                                                 |

|  | Zatracheidae   |
|  |                |
|  | Dissorophoidea |
|  |                |

## Innere Systematik
Das nebenstehende Kladogramm zeigt die verwandtschaftlichen Beziehungen innerhalb der Gruppe der Zatracheidae nach Werneburg et al., 2022. Die Gattungen Zatrachys, mit einer Art, und Dasyceps, mit zwei Arten, finden sich in einer gemeinsamen Klade, welche mit den monotypischen Gattungen Acanthostomatops und Chemnitzion eine zu den Zatracheidae zusammengefasste Polytomie bilden. Die Gattung Stegops wurde wegen ihrer unklaren systematischen Stellung in dieser Analyse nicht weiter berücksichtigt. Zur Klärung der systematischen Zugehörigkeit von Stegops schlagen die Autoren dieser Analyse eine vollständige Neubeschreibung des vorhandenen Fossilbelegs vor.